# Ètnia hui
Els hui (回族 en xinès) són un grup ètnic constituït per xinesos de cultura musulmana. Hui és la forma abreujada del nom complet "huihui". A la República Popular de la Xina, formen un dels 56 grups ètnics oficialment reconeguts. Hi ha uns dotze milions i mig de persones de l'ètnia hui, deu d'aquests a la Xina i la resta principalment al Kirguizstan i al Kazakhstan, on reben el nom de dungans.
Es concentren al nord-oest de la Xina (Ningxia, Gansu, Qinghai, Xinjiang), però n'hi ha a tot el país. La majoria dels hui són de cultura similar als han, però amb les diferències que suposa el pertànyer a l'islam (per exemple, dieta sense porc, una manera de cuinar diferenciada i unes arts marcials pròpies, és a dir "sino-musulmanes"). En el vestir, la diferència és que els homes porten un capell blanc i les dones un mocador al cap, i ocasionalment un vel.
Tot i que l'islam és la seva característica més significativa, des del 1949, en la definició oficial de l'ètnia hui no s'hi inclou altres grups també musulmans com els uigurs. I això malgrat que una part dels hui són descendents de uigurs sinitzats des del temps de l'Imperi Uigur.
El terme tradicional en xinès per a designar l'islam és huíjiào, (literalment 'la religió dels hui'), però actualment preval el terme 伊斯蘭教 (yīsīlán jiào en pinyin, [xinès tradicional], literalment 'religió de l'islam') 伊斯兰教 (xinès simplificat (l'usat a la gran part de la Xina continental)).
El 1880 van migrar al territori de l'Imperi Rus després de la derrota dels rebels contra els xinesos del nord-oest de la Xina.